# Perdita grandiceps
Perdita grandiceps är en biart som beskrevs av Cockerell 1896. Perdita grandiceps ingår i släktet Perdita och familjen grävbin. Inga underarter finns listade i Catalogue of Life.